# Janet Fitch
Janet Fitch (Los Ángeles, 9 de noviembre de 1955) es una escritora estadounidense.

## Vida y obra
Se graduó en el Reed College. Ha trabajado en la Universidad del Sur de California.
Su novela “Adelfa blanca”(“White Oleander”), conocida por el  Oprah's Book Club, se llevó al cine en 2002.
En su última novela publicada muestra su interés por la historia de Rusia.

## Obras
- Kicks (1996)
- White Oleander (1999)
- Paint It Black (2006)
- The Revolution of Marina M. (2017)